# Kandyty (gmina)
Kandyty – dawna gmina wiejska istniejąca w latach 1946–1954 i 1973–1976 w woj. olsztyńskim (dzisiejsze woj. warmińsko-mazurskie). Siedzibą władz gminy były Kandyty.
Gmina Kandyty powstała po II wojnie światowej na terenie tzw. Ziem Odzyskanych (pruski powiat iławecki). 28 czerwca 1946 roku jako jednostka administracyjna polskiego powiatu iławeckiego gmina weszła w skład nowo utworzonego woj. olsztyńskiego. Według stanu z 1 lipca 1952 roku gmina była podzielona na 5 gromad: Augamy, Kandyty, Kiwajny, Sągnity i Woszyny. Gmina została zniesiona 29 września 1954 roku wraz z reformą wprowadzającą gromady w miejsce gmin.
Jednostkę reaktywowano 1 stycznia 1973 roku w powiecie bartoszyckim w woj. olsztyńskim. 1 czerwca 1975 roku gmina weszła w skład nowo utworzonego (mniejszego) woj. olsztyńskiego. 15 stycznia 1976 roku gmina została zniesiona przez połączenie z dotychczasową gminą Górowo Iławeckie w nową gminę Górowo Iławeckie.